# Tadaaki Otaka
Tadaaki Otaka, (CBE) (jap. 尾高 忠明 Otaka Tadaaki; ur. 8 listopada 1947 w Tokio) – japoński dyrygent zamieszkały w Wielkiej Brytanii.
Studiował kompozycję, teorię muzyki oraz waltornię w Tōhō Gakuen School of Music, a później dyrygenturę u Hideo Saitō (1902-1974).
Tadaaki Otaka był przez 20 lat dyrygentem Tokijskiej Orkiestry Filharmonicznej. Współpracował też z Yomiuri Nippon Symphony Orchestra, Sapporo Symphony Orchestra, Melbourne Symphony Orchestra i BBC National Orchestra of Wales. Dyrygował również gościnnie wieloma orkiestrami na świecie.
W 1991 r. otrzymał w Japonii nagrodę Suntory Music Award, a w 1999 r. stał się pierwszym Japończykiem nagrodzonym Medalem Elgara (Elgar Medal) przyznawanym przez Towarzystwo im. Elgara (Elgar Society) w Wielkiej Brytanii. W 1997 roku Otaka został odznaczony Orderem Imperium Brytyjskiego (CBE).